# سیارک ۹۹۶۰
سیارک ۹۹۶۰ (به انگلیسی: 9960 Sekine، نامگذاری:1991VE4) نه هزار و نهصد و شصتمین سیارک کشف شده‌است که در ۴ نوامبر ۱۹۹۱ کشف شد.
قدر مطلق سیارک برابر ۱۷.۸ است.